# Llista d'asteroides/185001-185100
| Nom      | Designació provisional | Data de descobriment   | Lloc de descobriment | Descobridor/s       |
| -------- | ---------------------- | ---------------------- | -------------------- | ------------------- |
| 185001 - | 2006 PT6               | 12 d'agost de 2006     | Palomar              | NEAT                |
| 185002 - | 2006 PB7               | 12 d'agost de 2006     | Palomar              | NEAT                |
| 185003 - | 2006 PC9               | 13 d'agost de 2006     | Palomar              | NEAT                |
| 185004 - | 2006 PD9               | 13 d'agost de 2006     | Palomar              | NEAT                |
| 185005 - | 2006 PJ9               | 13 d'agost de 2006     | Palomar              | NEAT                |
| 185006 - | 2006 PD12              | 13 d'agost de 2006     | Palomar              | NEAT                |
| 185007 - | 2006 PV16              | 15 d'agost de 2006     | Palomar              | NEAT                |
| 185008 - | 2006 PE27              | 15 d'agost de 2006     | Palomar              | NEAT                |
| 185009 - | 2006 PO30              | 12 d'agost de 2006     | Palomar              | NEAT                |
| 185010 - | 2006 PR31              | 14 d'agost de 2006     | Siding Spring        | SSS                 |
| 185011 - | 2006 PM38              | 14 d'agost de 2006     | Palomar              | NEAT                |
| 185012 - | 2006 QJ3               | 17 d'agost de 2006     | Palomar              | NEAT                |
| 185013 - | 2006 QQ8               | 19 d'agost de 2006     | Kitt Peak            | Spacewatch          |
| 185014 - | 2006 QT17              | 17 d'agost de 2006     | Palomar              | NEAT                |
| 185015 - | 2006 QS21              | 19 d'agost de 2006     | Anderson Mesa        | LONEOS              |
| 185016 - | 2006 QN25              | 18 d'agost de 2006     | Kitt Peak            | Spacewatch          |
| 185017 - | 2006 QU27              | 20 d'agost de 2006     | Palomar              | NEAT                |
| 185018 - | 2006 QY28              | 21 d'agost de 2006     | Kitt Peak            | Spacewatch          |
| 185019 - | 2006 QP29              | 17 d'agost de 2006     | Palomar              | NEAT                |
| 185020 - | 2006 QV33              | 23 d'agost de 2006     | Antares              | Antares Observatory |
| 185021 - | 2006 QB38              | 16 d'agost de 2006     | Siding Spring        | SSS                 |
| 185022 - | 2006 QY38              | 18 d'agost de 2006     | Anderson Mesa        | LONEOS              |
| 185023 - | 2006 QV56              | 24 d'agost de 2006     | Socorro              | LINEAR              |
| 185024 - | 2006 QT59              | 19 d'agost de 2006     | Palomar              | NEAT                |
| 185025 - | 2006 QF61              | 21 d'agost de 2006     | Socorro              | LINEAR              |
| 185026 - | 2006 QV63              | 24 d'agost de 2006     | Palomar              | NEAT                |
| 185027 - | 2006 QP64              | 27 d'agost de 2006     | Kitt Peak            | Spacewatch          |
| 185028 - | 2006 QL68              | 21 d'agost de 2006     | Kitt Peak            | Spacewatch          |
| 185029 - | 2006 QG78              | 22 d'agost de 2006     | Palomar              | NEAT                |
| 185030 - | 2006 QW83              | 27 d'agost de 2006     | Kitt Peak            | Spacewatch          |
| 185031 - | 2006 QE87              | 27 d'agost de 2006     | Kitt Peak            | Spacewatch          |
| 185032 - | 2006 QX93              | 16 d'agost de 2006     | Palomar              | NEAT                |
| 185033 - | 2006 QZ115             | 27 d'agost de 2006     | Anderson Mesa        | LONEOS              |
| 185034 - | 2006 QO118             | 27 d'agost de 2006     | Anderson Mesa        | LONEOS              |
| 185035 - | 2006 QV119             | 28 d'agost de 2006     | Catalina             | CSS                 |
| 185036 - | 2006 QX119             | 28 d'agost de 2006     | Catalina             | CSS                 |
| 185037 - | 2006 QJ123             | 29 d'agost de 2006     | Catalina             | CSS                 |
| 185038 - | 2006 QU123             | 29 d'agost de 2006     | Anderson Mesa        | LONEOS              |
| 185039 - | 2006 QG137             | 30 d'agost de 2006     | Vallemare di Borbona | V. S. Casulli       |
| 185040 - | 2006 QS137             | 29 d'agost de 2006     | Anderson Mesa        | LONEOS              |
| 185041 - | 2006 QR144             | 21 d'agost de 2006     | Socorro              | LINEAR              |
| 185042 - | 2006 QF147             | 18 d'agost de 2006     | Kitt Peak            | Spacewatch          |
| 185043 - | 2006 QA153             | 19 d'agost de 2006     | Kitt Peak            | Spacewatch          |
| 185044 - | 2006 QW156             | 19 d'agost de 2006     | Kitt Peak            | Spacewatch          |
| 185045 - | 2006 QT168             | 30 d'agost de 2006     | Anderson Mesa        | LONEOS              |
| 185046 - | 2006 RH4               | 12 de setembre de 2006 | Catalina             | CSS                 |
| 185047 - | 2006 RQ4               | 12 de setembre de 2006 | Catalina             | CSS                 |
| 185048 - | 2006 RS4               | 12 de setembre de 2006 | Catalina             | CSS                 |
| 185049 - | 2006 RT4               | 12 de setembre de 2006 | Catalina             | CSS                 |
| 185050 - | 2006 RL6               | 14 de setembre de 2006 | Catalina             | CSS                 |
| 185051 - | 2006 RV7               | 12 de setembre de 2006 | Catalina             | CSS                 |
| 185052 - | 2006 RH9               | 12 de setembre de 2006 | Catalina             | CSS                 |
| 185053 - | 2006 RU17              | 14 de setembre de 2006 | Palomar              | NEAT                |
| 185054 - | 2006 RA19              | 14 de setembre de 2006 | Kitt Peak            | Spacewatch          |
| 185055 - | 2006 RP19              | 14 de setembre de 2006 | Catalina             | CSS                 |
| 185056 - | 2006 RA22              | 15 de setembre de 2006 | Catalina             | CSS                 |
| 185057 - | 2006 RH22              | 15 de setembre de 2006 | Palomar              | NEAT                |
| 185058 - | 2006 RL23              | 12 de setembre de 2006 | Catalina             | CSS                 |
| 185059 - | 2006 RY24              | 14 de setembre de 2006 | Kitt Peak            | Spacewatch          |
| 185060 - | 2006 RW27              | 14 de setembre de 2006 | Palomar              | NEAT                |
| 185061 - | 2006 RB28              | 14 de setembre de 2006 | Kitt Peak            | Spacewatch          |
| 185062 - | 2006 RL30              | 15 de setembre de 2006 | Kitt Peak            | Spacewatch          |
| 185063 - | 2006 RF31              | 15 de setembre de 2006 | Kitt Peak            | Spacewatch          |
| 185064 - | 2006 RJ32              | 15 de setembre de 2006 | Kitt Peak            | Spacewatch          |
| 185065 - | 2006 RO37              | 12 de setembre de 2006 | Catalina             | CSS                 |
| 185066 - | 2006 RT43              | 14 de setembre de 2006 | Kitt Peak            | Spacewatch          |
| 185067 - | 2006 RW43              | 14 de setembre de 2006 | Kitt Peak            | Spacewatch          |
| 185068 - | 2006 RJ44              | 14 de setembre de 2006 | Kitt Peak            | Spacewatch          |
| 185069 - | 2006 RQ45              | 14 de setembre de 2006 | Kitt Peak            | Spacewatch          |
| 185070 - | 2006 RR50              | 14 de setembre de 2006 | Kitt Peak            | Spacewatch          |
| 185071 - | 2006 RM55              | 14 de setembre de 2006 | Kitt Peak            | Spacewatch          |
| 185072 - | 2006 RV57              | 15 de setembre de 2006 | Kitt Peak            | Spacewatch          |
| 185073 - | 2006 RG59              | 15 de setembre de 2006 | Kitt Peak            | Spacewatch          |
| 185074 - | 2006 RE60              | 15 de setembre de 2006 | Kitt Peak            | Spacewatch          |
| 185075 - | 2006 RB62              | 12 de setembre de 2006 | Catalina             | CSS                 |
| 185076 - | 2006 RZ69              | 15 de setembre de 2006 | Kitt Peak            | Spacewatch          |
| 185077 - | 2006 RL71              | 15 de setembre de 2006 | Kitt Peak            | Spacewatch          |
| 185078 - | 2006 RH72              | 15 de setembre de 2006 | Kitt Peak            | Spacewatch          |
| 185079 - | 2006 RM72              | 15 de setembre de 2006 | Kitt Peak            | Spacewatch          |
| 185080 - | 2006 RJ73              | 15 de setembre de 2006 | Kitt Peak            | Spacewatch          |
| 185081 - | 2006 RT73              | 15 de setembre de 2006 | Kitt Peak            | Spacewatch          |
| 185082 - | 2006 RN74              | 15 de setembre de 2006 | Kitt Peak            | Spacewatch          |
| 185083 - | 2006 RU78              | 15 de setembre de 2006 | Kitt Peak            | Spacewatch          |
| 185084 - | 2006 RR87              | 15 de setembre de 2006 | Kitt Peak            | Spacewatch          |
| 185085 - | 2006 RG92              | 15 de setembre de 2006 | Kitt Peak            | Spacewatch          |
| 185086 - | 2006 RP92              | 15 de setembre de 2006 | Kitt Peak            | Spacewatch          |
| 185087 - | 2006 RA93              | 15 de setembre de 2006 | Kitt Peak            | Spacewatch          |
| 185088 - | 2006 RD93              | 15 de setembre de 2006 | Kitt Peak            | Spacewatch          |
| 185089 - | 2006 RF93              | 15 de setembre de 2006 | Kitt Peak            | Spacewatch          |
| 185090 - | 2006 RQ97              | 15 de setembre de 2006 | Kitt Peak            | Spacewatch          |
| 185091 - | 2006 RG99              | 15 de setembre de 2006 | Kitt Peak            | Spacewatch          |
| 185092 - | 2006 RS99              | 12 de setembre de 2006 | Catalina             | CSS                 |
| 185093 - | 2006 RV104             | 14 de setembre de 2006 | Kitt Peak            | Spacewatch          |
| 185094 - | 2006 RD105             | 14 de setembre de 2006 | Kitt Peak            | Spacewatch          |
| 185095 - | 2006 SS5               | 16 de setembre de 2006 | Palomar              | NEAT                |
| 185096 - | 2006 ST5               | 16 de setembre de 2006 | Palomar              | NEAT                |
| 185097 - | 2006 SB11              | 16 de setembre de 2006 | Catalina             | CSS                 |
| 185098 - | 2006 SJ13              | 17 de setembre de 2006 | Socorro              | LINEAR              |
| 185099 - | 2006 SK13              | 17 de setembre de 2006 | Socorro              | LINEAR              |
| 185100 - | 2006 SY16              | 17 de setembre de 2006 | Kitt Peak            | Spacewatch          |